# The Hypothesis
The Hypothesis ist eine finnische Melodic-Death-Metal-Band aus Kouvola, die 2009 gegründet wurde. Die Gruppe ist auch unter dem vereinfachten Begriff Hypothesis bekannt.

## Geschichte
Die Band wurde im Winter 2009 gegründet und durch den Gitarristen, Keyboarder und Sänger Juuso Turkki benannt. Im selben Jahr wurde eine erste EP unter dem Namen Nightshade aufgenommen, der im Januar 2011 die beiden Singles Weak Story und Shades to Escape folgten. Nachdem Rolf Pilve als neuer Schlagzeuger hinzugekommen war, wurde mit Scarface die dritte Single aufgenommen. Danach war die Band auf dem Nummirock und dem Qstock zu sehen. Auch gewann sie das finnische Wacken Metal Battle qualifiers auf dem Qstock Festival. Auch trat die Gruppe zusammen mit Bands wie Swallow the Sun, Scar Symmetry, Wolfheart und Before the Dawn auf. Im Herbst 2012 wurde mit neuer Besetzung das Debütalbum Origin in Viitasaari aufgenommen. Nach fast vier Jahren kamen weitere neue Mitglieder zur Band. 2016 erschien ein Musikvideo zum Song Eye for an Eye, ehe es zusammen mit Wolfheart und Swallow the Sun auf Tournee ging. Das Album erschien im Mai des Jahres über Inverse Records.

## Stil
VR von metal-temple.com schrieb in seiner Rezension zu Origin, dass die Band durch Gruppen wie Children of Bodom und Symmetry inspiriert wird. Insgesamt wird die Band dem Melodic Death Metal zugeordnet, wobei der Gesang meist guttural und nur gelegentlich klar sei. Auch könne man die Gruppe etwas dem Modern Metal zuordnen und finde Fans in Gruppen wie Children of Bodom oder Stratovarius.  Gustavo Scuderi von theheadbangingmoose.wordpress.com rezensierte das Album ebenfalls und bezeichnete die Musik als „Modern Melodic Metal“. Auch sei Melodic Death Metal zu hören, wobei der Gesang neben Growls auch aus ein wenig Klargesang bestehe. In den Songs verarbeite die Gruppe auch ein paar Einflüsse aus dem Metalcore. In den Kompositionen werde auch deutlich, wie sehr die Mitglieder Fans von futuristischen Keyboardklängen seien. Gelegentlich arbeite die Gruppe auch progressive Klänge in ihre Songs ein. Mosh von moshville.co.uk meinte zu dem Album, dass der Begriff Melodic Death Metal hierfür passend sei, da man zum einen die genretypischen Keyboards verarbeite, zum andere bestehe der Gesang aus den genretypischen Growls. Insgesamt verglich er die Gruppe mit Soilwork, jedoch seien mehr Keyboards zu hören.

## Diskografie
- 2010: Nightshade (EP, Eigenveröffentlichung)
- 2016: Origin (Album, Inverse Records)